# Universidad Internacional de Xi'an
La Universidad Internacional de Xi’an (sigla: XAIU; inglés: Xi'an International University; chino simplificado: 西安外事学院; pinyin: xī'ān wàishì xuéyuàn) fue fundada en 1992, es una institución privada de educación superior ubicada en Xi’an, Shaanxi, China.
XAIU enfoca su enseñanza en la formación de los licenciados con la acreditación del Ministerio de Educación de China. La XAIU está ocupa una superficie de 1.26 millones metros cuadrados. Tiene alrededor de 20,000 estudiantes y 1700 profesores. La Universidad cuenta con 8 institutos que se ofrecen 67 campos de estudio. La XAIU colabora la educación de los posgrados con universidades conocidas de China y del mundo. Después de 27 años del desarrollo, ya se ha convertido en una universidad integral. 
La universidad proporciona casi 30 millones de becas cada año para beneficiar a un tercio de los estudiantes. Desde 2020, la universidad cuenta con más de 200 mil graduados.

## Historia
Fundada en 1992, la Universidad Internacional de Xi’an fue originalmente una escuela de educación social (nombre original: 西安 外事 服务 培训 学院). En 1996, con la aprobación del Departamento de Educación de la provincia de Shaanxi, la escuela se convirtió en uno de los primeros establecimientos académicos en otorgar diplomas por examen.
En mayo de 2000, con la aprobación del Gobierno Popular Provincial de Shaanxi, XAIU se convirtió en una escuela vocacional.
En marzo de 2005, con la aprobación del Ministerio de Educación, XAIU se convirtió en una universidad de pregrado y adoptó su nombre actual: Xi'an International University (chino simplificado: 西安外事学院). Al adaptarse con éxito a su nuevo rol, en junio de 2009 (4 años después del inicio de los programas de pregrado), la Universidad Internacional de Xi'an obtuvo el derecho de otorgar títulos de bachillerato universitario.
En mayo de 2009, XAIU estableció la Facultad de Emprendimiento (chino: 创业学院). Fue la primera facultad de este tipo establecida por una universidad privada en China. En 2010, la universidad estableció una plataforma de capacitación para estudiantes que desean obtener un «Máster en Administración de Empresas y Emprendimiento».
En 2014, la universidad estableció la Academia Qi Fang de Aprendizaje Clásico (chino: 七 方 书院). La Academia enseña una combinación de teoría y práctica. Ofrece lecciones morales, educación de posgrado y educación en artes liberales. La Academia Qi Fang coopera con varias asociaciones, con grupos que se ocupan de la planificación profesional, etc. para promover la autogestión de los estudiantes de XAIU.
En 2017, la Universidad Internacional de Xi'an abrió un nuevo centro deportivo de más de 50,000 m². Es uno de los mayores centros deportivos en la región noroeste de China.
El 6 de enero de 2020, XAIU estableció la Academia Laozi (chino: 老子 学院) para la promoción de la cultura tradicional china. La Academia Laozi es la primera academia para la educación de la cultura tradicional en una universidad privada que lleva el nombre de "Laozi». La Academia tiene 7 departamentos: el Departamento de Estudios Chinos, el Departamento de Pintura China, el Departamento de Música China, el Departamento de Caligrafía, el Departamento de Wushu, el Departamento de Arte del Té y el Departamento del ajedrez.

## Cultura universitaria

### Valores
|        | Valores |
| ------ | --- |
| Visión | "Todos deberían poder embarcarse en una experiencia de aprendizaje a cualquier edad, en cualquier tipo de establecimiento, con cualquier científico, en cualquier parte del mundo. " |
| Misión | “Aprender e integrar las mejores prácticas académicas, avanzar y explorar nuevos caminos.“                                                                                           |
| Lema   | "Transformación de un pez en un dragón" (化鱼成龙) |
| Ethos  | "Dedícate a la educación con compromiso, gratitud y diligencia. " |

### Lema y leyenda
El lema 化鱼成龙 (español: transformación de un pez en un dragón) es la moral de la universidad. La leyenda dice que un pez se convirtió en un dragón en el lago Yuhua, donde ahora se encuentran los terrenos de la universidad.
XAIU se encuentra en Yuhuazhai («pueblo de Yuhua»), en el distrito de Yanta, Xi'an. Según una leyenda, este es el lugar donde la princesa Yuhua, hija del rey Zhou Wuwang de la dinastía Zhou, construyó una plataforma para ofrecer sacrificios a los cielos (los restos de la cultura de Yangshao, 5000 a. C. -3000 a. C.). Este lugar fue descubierto durante la construcción del campus, y se construyó un parque alrededor de esta plataforma. Durante la dinastía Tang (618-907), este lugar era el lugar propicio donde los candidatos para el examen imperial rezaban por suerte, con la esperanza de que pudieran ser útiles para la sociedad, es decir, "convertirse en un dragón». Después de este descubrimiento, los lugareños cambiaron el nombre de Yuhua 雨花 (francés: la flor bajo la lluvia) a Yuhua 鱼化 (francés: el pez se transforma). Se dice que aquellos que visiten esta plaza completarán sus objetivos y cumplirán sus aspiraciones.

## Educación internacional
La XAIU es la primera universidad privada en la provincia de Shaanxi que ha obtenido la autorización de realizar enseñanza para los estudiantes extranjeros y educación por medio de cooperación internacional. La cooperación consiste en el reconocimiento mutuo de créditos  e intercambios de profesores y estudiantes con cerca de 40 universidades de otros países, tales como EE. UU., Gran Bretaña, Francia, Australia, Japón, Corea y Malasia, en donde aproximadamente 590 estudiantes han realizado sus estudios o pasantía desde 2008 hasta hoy día.
Forman profesionales en comercio internacional conjuntamente con South Western Sydney Institute of TAFE (Australia). Con este proyecto 638 estudiantes están capacitados hasta la fecha y un 45% de estos continúan sus estudios en el ultramar. 
Desde 2004 se inició la admisión de estudiantes extranjeros y hasta el momento han terminado sus estudios o están en curso alrededor de 600 estudiantes de 15 países. A partir de 2008, empezó a realizar el proyecto “Un Semestre en China” con American Academy of English (AAE), un modelo nuevo de la educación para los estudiantes extranjeros en China. Estudiantes del AAE cursan el idioma chino y disciplinas relacionadas en un semestre. Los créditos que sacan son reconocidos por el AAE.

## Investigación científica
Desde 2016 el número de proyectos de investigación científica realizados a nivel provincial o superior y el número de artículos publicados en SCI, SSCI, EI y revistas principales se han clasificado entre las mejores universidades del mismo tipo.
El Centro de Investigación de Educación Privada ha ganado una serie de premios honoríficos nacionales, provinciales y municipales, incluido el "Colectivo Nacional Avanzado del Sistema Educativo» del Ministerio de Educación, 4 de los cuales fueron galardonados con el título de Instituciones Nacionales de Investigación Excelentes por la Asociación de Educación Superior de China.
La XAIU también ha:
- completado más de 70 de estos temas
- completado más de 40 propuestas de gobiernos nacionales, provinciales y municipales, informes de investigación y consulta
- publicado 20 libros como "Pensamiento y práctica de la educación privada china»[15]
- celebró 9 foros internacionales y conferencias académicas nacionales

### Organizaciones de la investigación científica
- Instituto de Educación e Investigación de Qifang: Base de Investigación Clave de Filosofía y Ciencias Sociales en Shaanxi (Universidades)[16]
- Centro Internacional de Investigación Logística de Puertos Terrestres de la base de la Franja y la Ruta de Shaanxi
- Instituto de Investigación de la Zona de Libre Comercio de Shaanxi[17]
- Instituto de Investigación Aplicada de Ciencias de la Vida
- Instituto de Innovación y Emprendimiento
- Centro de Investigación de Ingeniería de Control Inteligente

### Éxitos clave[18][19]
- Sistema de antena de matriz plana de onda milimétrica de alta frecuencia de 1.80 GHz para la retransmisión de la estación base 5G
- Base de plantación inteligente integrada de nueces
- Sistema de gestión inteligente de hogar basado en Android
- Plataforma de control de Data ASK
- Investigación sobre comercio electrónico (online) que impulsa el desarrollo de la economía del condado de Zizhou
- Plan de desarrollo del parque pionero de logística de comercio electrónico de Tongchuán

## Éxito escolar
- La XAIU ha introducido asignaturas de alto nivel de las universidades de fama internacional, tales como Harvard, Yale y el MIT y ha confirmado el reconocimiento mutuo de créditos con alrededor de 40 universidades de otros países. En la Universidad de Harvard, el modelo de desarrollo creado por la XAIU ya está alistado en los casos de enseñanza.[20]
- "Universidad Nacional de Experiencia Típica de Innovación y Emprendimiento» (50 universidades en todo el país) por el Ministerio de Educación, la única universidad en el noroeste de China.[21][22]
- La "unidad de construcción de universidades de primera clase» del Departamento Provincial de Educación de Shaanxi, es una de las tres unidades de construcción de colegios y universidades privadas ordinarias en la provincia de Shaanxi[23]